# Pierre Daru

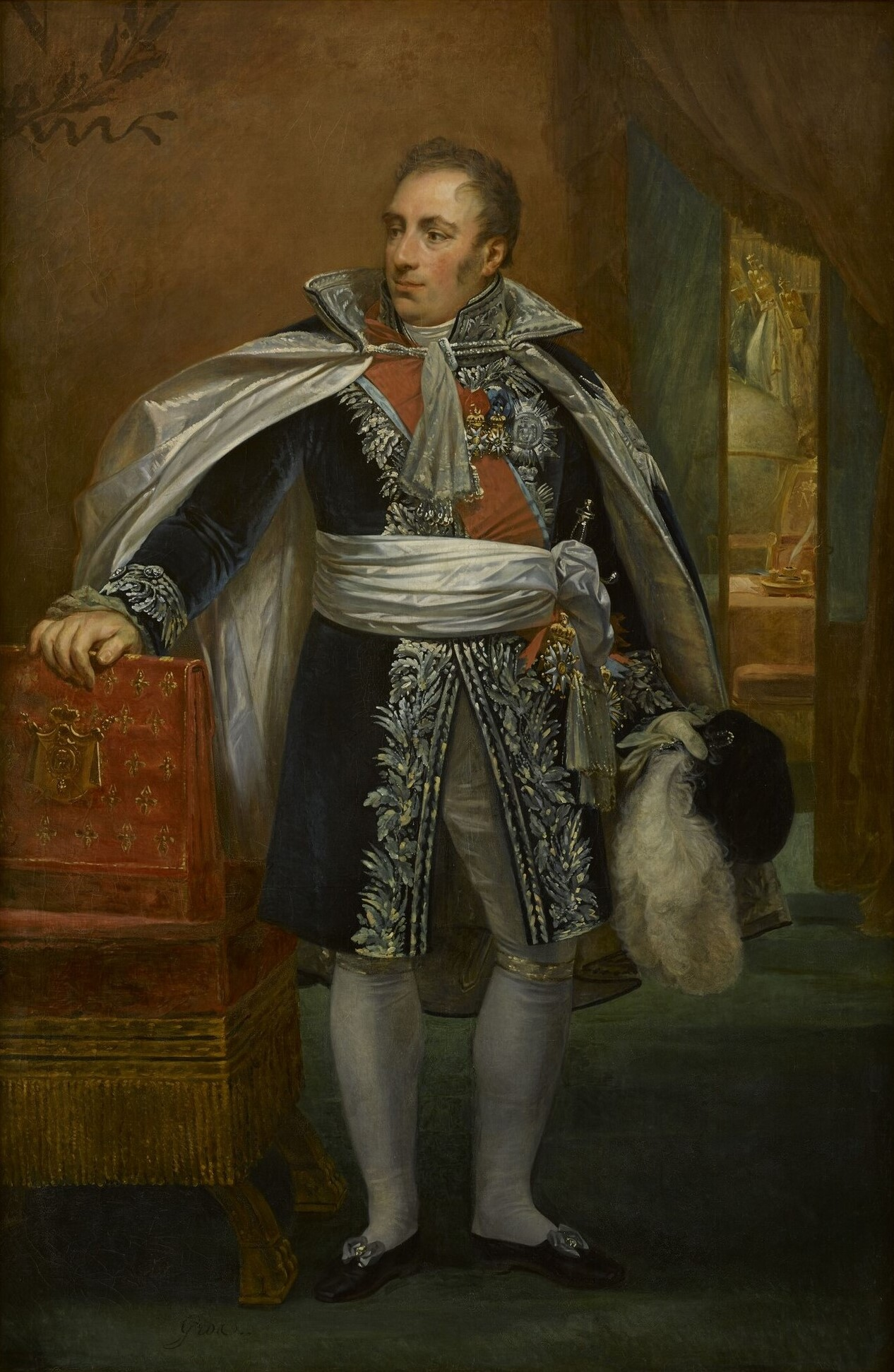
Pierre Daru door Antoine-Jean Gros.

Pierre Antoine Noël Bruno, graaf Daru (Montpellier, 12 januari 1767 – Meulan-en-Yvelines, 5 september 1829) was een Frans soldaat, staatsman, historicus en dichter. Hij is voor de Fransen beter bekend als Pierre Daru.

## Vroege carrière
Geboren in Montpellier werd Daru onderwezen aan de door Oratorianen gehandhaafde militaire school van Tournon-sur-Rhône en vervoegde de artilleriedienst op een jonge leeftijd. Hij had ook een grote interesse in literatuur en publiceerde enkele kleine toneelstukken. Na de uitbraak van de Franse Revolutie concentreerde hij zich enkel nog op zijn militaire loopbaan.
In 1793 werd Daru commissaris naar het leger en kreeg hij de bevoegdheid om de kust van Bretagne te beschermen om landingen van Britten en/of Franse royalisten tegen te houden. Tijdens de Terreur werd hij wegens een onbevestigde vriendelijkheid jegens de royalisten en de Britten in de gevangenis gegooid. Na de val van Maximilien de Robespierre in de zomer van 1794 (na de Thermidoriaanse Reactie), werd Daru vrijgelaten en werd hij herbevestigd in zijn militaire rang. In 1799 werd hij chef-commissaris van het Franse Revolutionaire Leger onder André Masséna in het noorden van Zwitserland.
In deze positie kon Daru zijn reputatie verhogen wegens zijn organiserende capaciteiten, werkcapaciteiten en eerlijkheid (wat een goed effect had, omdat er toen een golf van corruptie was). Hij hield zich echter niet alleen bezig met zijn militaire taken en vertaalde tussen zijn campagnes door een stuk van Horatius en schreef twee gedichten. Een van die gedichten was een veroordeling op de moord op Franse gezanten die naar het Tweede Congres van Rastatt gestuurd werden.

## Consulaat en het vroege Empire
Nadat Napoleon Bonaparte na de Staatsgreep van 18 Brumaire in november 1799 aan de macht kwam, werd Daru als chef-commissaris naar het Reserveleger in Noord-Italië overgeplaatst. Hij stond nu onder het bevel van Louis Alexandre Berthier (eigenlijk onder Napoleon Bonaparte zelf, die inmiddels eerste consul geworden was). Samen met Berthier en Dejean ondertekende Daru in juni 1800 de vrede met het Heilig Roomse Rijk. Dit betekende het einde van de campagne in Noord-Italië.
Daru keerde nu voor een tijd terug naar het burgerlijk leven en trad toe tot het tribunaat van het Franse Consulaat, waar hij de principes van de democratie steunde. Toen Frankrijk in mei 1803 in oorlog kwam met Groot-Brittannië, keerde Daru terug naar het leger en werd chef-commissaris van de troepen aan de noordkusten. Er werd ook beweerd dat Daru alle details van de campagne bij de Slag bij Ulm aan Napoleon dicteerde. Het is onbekend of dit verhaal waar is, maar Napoleon had zeer zeker een groot vertrouwen in Daru, die als chef-commissaris in La Grande Armée in de herfst van 1805 mee de legers van Rusland en het Oostenrijkse Rijk versloeg. Na de Slag bij Austerlitz nam hij deel aan het opstellen van de Vrede van Presburg.

## Prominentie
Hierna werd hij intendant-generaal van het militaire huishouden van Napoleon. In 1806 werd hij verkozen tot lid van de Académie française. In de campagne van 1806-1807 diende Daru in het leger dat de Russische en Pruisische legers versloegen en had hij een belangrijke rol in het opstellen van de daaropvolgende Vrede van Tilsit van 1807.
Hierna nam hij de leiding over van de administratieve en financiële taken van het Franse leger dat belangrijke Pruisische forten bezet had en was als een van de chef-agenten aangewezen door Napoleon betrokken bij de grote druk die op Pruisen uitgeoefend werd. Bij het Congres van Erfurt had Daru het voorrecht om aanwezig te zijn bij een gesprek tussen Johann Wolfgang von Goethe en Napoleon, waarbij hij enkele keren naar de werken van de grote dichter verwees.
Daru was bij de campagnes van 1809 tegen de Oostenrijkers opnieuw chef-commissaris. Hierna, toen Napoleon scheidde van Joséphine de Beauharnais en er gediscussieerd werd of Napoleon met een Russische dan wel Oostenrijkse prinses zou trouwen, werd Daru geconsulteerd door Napoleon om te vragen met wat voor een prinses hij het best zou huwen. Daru raadde hem aan op met een Franse dame te trouwen en Napoleon, die zijn eerlijkheid en zijn openheid best wel waardeerde, was niet boos om deze opmerking. In 1809 werd hij benoemd tot graaf van het Empire.
In 1811 werd hij secretaris van staat in opvolging van Hugues-Bernard Maret, de hertog van Bassano, en toonde zijn vermogen om complexe administratieve zaken van het Franse Empire op te lossen. Ook kon hij zaken in verband met de civiele lijst en de keizerlijke domeinen goed regelen.
Zijn competentie contrasteerde echter de militaire rampspoed die leidden tot de val van het Empire. Eind 1813 werd hij minister van militaire zaken.
Na de eerste abdicatie van Napoleon in 1814 trok Daru zich terug uit het openbaar leven, maar tijdens de tijdelijke terugkeer van Napoleon in 1815 (de Honderd Dagen) hielp Daru hem opnieuw. Na de Tweede Bourbonrestauratie werd hij een lid van een Kamer van Pairs, waar hij de noodzaak van de democratie verdedigde tegen de ultra-royalisten. Hij overleed in 1829 in Meulan.

## Familie
Daru woonde vanaf 1811 met zijn echtgenote Alexandrine op het kasteel Brècheville in Les Mureaux bij Parijs.  Zijn titel van graaf werd overgenomen door zijn zoon Napoléon Daru (1807-1890). Ook verscheen hij vaak in autobiografische romans van Stendhal, die een neef van hem was.
- Bibliothèque nationale de France: cb12409920d (data)
- Biografisch Portaal: 40438868
- Gemeinsame Normdatei: 119069652
- International Standard Name Identifier: 0000 0001 0886 6958
- Library of Congress Control Number: nr88002853
- Base Léonore: LH//664/52
- Nationale Bibliotheek van Tsjechië: xx0270170
- Nationale Bibliotheek van Israël: 987007288462705171
- Nederlandse Thesaurus van Auteursnamen: 06845368X
- SNAC: w6s33r8t
- Système universitaire de documentation: 033209928
- Trove: 1506848
- Virtual International Authority File: 34544777
- WorldCat: E39PBJmxXXwKvVWQ4wxhCThPwC